# Benito Juárez, Distrito Federal
Benito Juárez là một đô thị thuộc bang Distrito Federal, México. Năm 2005, dân số của đô thị này là 355017 người.